# Wilson R. Lourenço
Pour les articles homonymes, voir Lourenço.
Wilson R. Lourenço est un arachnologiste franco-brésilien spécialiste des scorpions qui travaille au Muséum national d'histoire naturelle de Paris.

## Biographie
« Wilson R. Lourenço est chercheur émérite au Muséum national d'histoire naturelle de Paris. Il a obtenu son doctorat en biologie évolutive de l'Université Pierre et Marie Curie (Paris VI) en 1978 et, son doctorat en biologie des populations, de cette même université en 1985. Il travaille depuis 1971 dans les domaines de la taxonomie, de la biologie, de la biogéographie et écologie des scorpions. Il a publié plus de 600 articles et plusieurs monographies et livres. Biologiste de terrain, il collabore avec des équipes sud-américaines, africaines et asiatiques ».

## Taxons dédiés
- Buthus lourencoi Rossi, Tropea & Yağmur, 2013
- Diplocentrus lourencoi Stockwell, 1988
- Lychas lourencoi Kovarík, 1997
- Microchelifer lourencoi Heurtault, 1983
- Opisthacanthus lourencoi Ythier, 2022
- Rumikiru lourencoi Ojanguren & Affilastro, 2003 (anciennement appelé Orobothriurus lourencoi)
- Simulium lourencoi Py & Daniel, 1988
- Tityus lourencoi Flórez, 1996

## Taxons décrits
- Afghanobuthus Lourenço, 2005
- Afghanobuthus naumanni Lourenço, 2005
- Ananteris ashmolei Lourenço, 1981
- Ananteris bernabei Giupponi, Vasconcelos & Lourenço, 2009
- Ananteris cachimboensis Lourenço, Motta & da Silva, 2006
- Ananteris chagasi Giupponi, Vasconcelos & Lourenço, 2009
- Ananteris charlescorfieldi Lourenço, 2001
- Ananteris coineaui Lourenço, 1982
- Ananteris columbiana Lourenço, 1991
- Ananteris cryptozoicus Lourenço, 2005
- Ananteris dekeyseri Lourenço, 1982
- Ananteris deniseae Lourenço, 1997
- Ananteris ehrlichi Lourenço, 1994
- Ananteris elisabethae Lourenço, 2003
- Ananteris evellynae Lourenço, 2004
- Ananteris franckei Lourenço, 1982
- Ananteris gorgonae Lourenço & Flórez, 1989
- Ananteris guyanensis Lourenço & Monod, 1999
- Ananteris kuryi Giupponi, Vasconcelos & Lourenço, 2009
- Ananteris leilae Lourenço, 1999
- Ananteris luciae Lourenço, 1984
- Ananteris maniapurensis González-Sponga, 2006
- Ananteris maranhensis Lourenço, 1987
- Ananteris mariaelenae Lourenço, 1999
- Ananteris mariaterezae Lourenço, 1987
- Ananteris mauryi Lourenço, 1982
- Ananteris nairae Lourenço, 2004
- Ananteris platnicki Lourenço, 1993
- Ananteris pydanieli Lourenço, 1982
- Ananteris sabineae Lourenço, 2001
- Androctonus afghanus Lourenço & Qi, 2006
- Androctonus aleksandrplotkini Lourenço & Qi, 2007
- Androctonus dekeyseri Lourenço, 2005
- Androctonus maelfaiti Lourenço, 2005
- Apistobuthus susanae Lourenço, 1998
- Archaeobuthidae Lourenço, 2001
- Archaeobuthus estephani Lourenço, 2001
- Archaeobuthus Lourenço, 2001
- Babycurus solegladi Lourenço, 2005
- Belisariini Lourenço, 1998
- Birulatus astartiae Stathi & Lourenço, 2003
- Birulatus israelensis Lourenço, 2002
- Bothriurus cerradoensis Lourenço, Motta, Godoi & Araújo, 2004
- Brachistosternus simoneae Lourenço, 2000
- Brazilobothriurus Lourenço & Monod, 2000
- Brazilobothriurus pantanalensis Lourenço & Monod, 2000
- Broteochactas amapaensis (Lourenço & Qi, 2007)
- Broteochactas gonzalezspongai (Lourenço, 1983)
- Broteochactas mascarenhasi (Lourenço, 1983)
- Brotheas amazonicus Lourenço, 1988
- Brotheas bolivianus (Lourenço, 2008)
- Brotheas henriquesi Lourenço & Machado, 2004
- Brotheas jourdani Lourenço, 1997
- Brotheas overali Lourenço, 1988
- Brotheas silvestris Lourenço, 1988
- Buthacus birulai Lourenço, 2006
- Buthacus clevai Lourenço, 2001
- Buthacus huberi Lourenço, 2001
- Buthacus mahraouii Lourenço, 2004
- Buthacus maliensis Lourenço & Qi, 2007
- Buthacus nigerianus Lourenço & Qi, 2006
- Buthacus occidentalis Lourenço, 2000
- Buthacus pakistanensis Lourenço & Qi, 2006
- Buthacus striffleri Lourenço, 2004
- Buthacus williamsi Lourenço & Leguin, 2009
- Buthacus ziegleri Lourenço, 2000
- Butheoloides annieae Lourenço, 1986
- Butheoloides charlotteae Lourenço, 2000
- Butheoloides hirsti Lourenço, 1996
- Butheoloides occidentalis Lourenço, Slimani & Berahou, 2003
- Butheoloides polisi Lourenço, 1996
- Butheoloides schwendingeri Lourenço, 2002
- Butheoloides wilsoni Lourenço, 1995
- Butheoloides aymerichi Lourenço, 2002
- Butheolus arabicus Lourenço & Qi, 2006
- Buthus albengai Lourenço, 2003
- Buthus amri Lourenço, Yağmur & Duhem, 2010
- Buthus apiatus Lourenço, El Bouhissi & Sadine, 2020
- Buthus aures Lourenço & Sadine, 2016
- Buthus bonito Lourenço & Geniez, 2005
- Buthus boussaadi Lourenço, Chichi & Sadine, 2018
- Buthus brignolii Lourenço, 2003
- Buthus centroafricanus Lourenço, 2016
- Buthus confluens Lourenço, Touloun & Boumezzough, 2012
- Buthus draa Lourenço & Slimani, 2004
- Buthus egyptiensis Lourenço, 2012
- Buthus elhennawyi Lourenço, 2005
- Buthus elizabethae Lourenço, 2005
- Buthus elmoutaouakili Lourenço & Qi, 2006
- Buthus goyffoni Abidi, Sadine & Lourenço in Abidi, Sadine, Houhamdi, Madoui & Lourenço, 2021
- Buthus hassanini Lourenço, Duhem & Cloudsley-Thompson, 2012
- Buthus ibericus Lourenço & Vachon, 2004
- Buthus jianxinae Lourenço, 2005
- Buthus kunti Yağmur, Koç & Lourenço, 2011
- Buthus labuschagnei Lourenço, 2015
- Buthus lienhardi Lourenço, 2003
- Buthus lusitanus Lourenço, 2021
- Buthus mariefranceae Lourenço, 2003
- Buthus montanus Lourenço & Vachon, 2004
- Buthus nabataeus Lourenço, Abu Afifeh & Al-Saraireh in Lourenço, Abu Afifeh, Al-Saraireh, Baker & Amr, 2021
- Buthus occidentalis Lourenço, Sun & Zhu, 2009
- Buthus orientalis Lourenço & Simon, 2012
- Buthus oudjanii Lourenço, 2017
- Buthus prudenti Lourenço & Leguin, 2012
- Buthus pusillus Lourenço, 2013
- Buthus rochati Lourenço, 2003
- Buthus saharicus Sadine, Bissati & Lourenço, 2015
- Buthus tassili Lourenço, 2002
- Buthus trinacrius Lourenço & Rossi, 2013
- Buthus yemenensis Lourenço, 2008
- Centruroides mahnerti Lourenço, 1983
- Cercophonius himalayensis Lourenço, 1996
- Chactas barravierai Lourenço, 1997
- Chactas bonito Lourenço, 1996
- Chactas braziliensis Lourenço, Aguiar & Franklin, 2005
- Chactas brownelli Lourenço, 1997
- Chactas hauseri Lourenço, 1997
- Chactas koepckei Lourenço & Dastych, 2001
- Chactas mahnerti Lourenço, 1995
- Chactas mauriesi Lourenço & Florez, 1990
- Chactas ozendai Lourenço, 1999
- Chactopsis amazonica Lourenço & Francke, 1986
- Chactopsis buhrnheimi Lourenço, 2003
- Chaerilus chapmani Vachon & Lourenço, 1985
- Chaerilus conchiformus Zhu, Han & Lourenço, 2008
- Chaerilus laoticus Lourenço & Zhu, 2008
- Chaerilus philippinus Lourenço & Ythier, 2008
- Chaerilus sabinae Lourenço, 1995
- Chaerilus telnovi Lourenço, 2009
- Chaerilus tessellatus Qi, Zhu & Lourenço, 2005
- Chaerilus vietnamicus Lourenço & Zhu, 2008
- Charmus brignolii Lourenço, 2000
- Charmus minor Lourenço, 2002
- Chiromachetes tirupati Lourenço, 1997
- Cicileus cloudsleythompsoni Lourenço, 1999
- Compsobuthus andresi Lourenço, 2004
- Compsobuthus garyi Lourenço & Vachon, 2001
- Compsobuthus simoni Lourenço, 1999
- Compsobuthus tofti Lourenço, 2001
- Compsobuthus williamsi Lourenço, 1999
- Congobuthus fagei Lourenço, 1999
- Congobuthus Lourenço, 1999
- Egyptobuthus Lourenço, 1999
- Egyptobuthus vaissadei Lourenço, 1999
- Euscorpiops karschi Qi, Zhu & Lourenço, 2005
- Euscorpiops shidian Qi, Zhu & Lourenço, 2005
- Euscorpiops vachoni Qi, Zhu & Lourenço, 2005
- Euscorpiops yangi Zhu, Zhang & Lourenço, 2007
- Gallioscorpio Lourenço & Gall, 2004
- Gallioscorpio voltzi Lourenço & Gall, 2004
- Gallioscorpionidae Lourenço & Gall, 2004
- Grosphus ankarafantsika Lourenço, 2003
- Grosphus ankarana Lourenço & Goodman, 2003
- Grosphus darainensis Lourenço, Goodman & Ramilijaona, 2004
- Grosphus feti Lourenço, 1996
- Grosphus garciai Lourenço, 2001
- Grosphus goudoti Lourenço & Goodman, 2006
- Grosphus intertidalis Lourenço, 1999
- Grosphus mahafaliensis Lourenço, Goodman & Ramilijaona, 2004
- Grosphus mandena Lourenço, 2005
- Grosphus mayottensis Lourenço & Goodman, 2009
- Grosphus olgae Lourenço, 2004
- Grosphus polskyi Lourenço, Qi & Goodman, 2007
- Grosphus simoni Lourenço, Goodman & Ramilijaona, 2004
- Hadogenes angolensis Lourenço, 1999
- Hadrurochactas brejo (Lourenço, 1988)
- Hadrurochactas mapuera (Lourenço, 1988)
- Hadrurochactas polisi (Monod & Lourenço, 2001)
- Hadruroides udvardyi Lourenço, 1995
- Hemiscorpius acanthocercus Monod & Lourenço, 2005
- Hemiscorpius enischnochela Monod & Lourenço, 2005
- Heterometrus tibetanus Lourenço, Qi & Zhu, 2005
- Heteroscorpion goodmani Lourenço, 1996
- Heteroscorpion kraepelini Lourenço & Goodman, 2006
- Heteroscorpion magnus Lourenço & Goodman, 2002
- Heteroscorpion raselimananai Lourenço & Goodman, 2004
- Himalayotityobuthus alejandrae Lourenço, 2003
- Himalayotityobuthus Lourenço, 1997
- Himalayotityobuthus martensi Lourenço, 1997
- Hottentotta geffardi Lourenço, 2000
- Hottentotta caboverdensis Lourenço & Ythier, 2006
- Hottentotta mesopotamicus Lourenço & Qi, 2007
- Isometrus thwaitesi pallidus Lourenço & Huber, 2002
- Isometrus garyi Lourenço & Huber, 2002 Sri Lanka
- Isometrus hainanensis Lourenço, 2005
- Isometrus tibetanus Lourenço & Zhu, 2008
- Leiurus jordanensis Lourenço, Modry & Amr, 2002
- Leiurus savanicola Lourenço, Qi & Cloudsley-Thompson, 2006
- Liocheles penta Francke & Lourenço, 1991
- Lychas ceylonensis Lourenço & Huber, 1999
- Mauritanobuthus geniezi Qi &Lourenço, 2007
- Mauritanobuthus Qi & Lourenço, 2007
- Mesobuthus songi Lourenço, Qi & Zhu, 2005
- Microananteris Lourenço, 2003
- Microananteris minor Lourenço, 2003
- Microbuthus flavorufus Lourenço & Duhem, 2007
- Microbuthus maroccanus Lourenço, 2002
- Microcharmus bemaraha Lourenço, Goodman & Fisher, 2006
- Microcharmus cloudsleythompsoni Lourenço, 1995
- Microcharmus confluenciatus Lourenço, Goodman & Fisher, 2006
- Microcharmus duhemi Lourenço, Goodman & Fisher, 2006
- Microcharmus fisheri Lourenço, 1998
- Microcharmus hauseri Lourenço, 1996
- Microcharmus jussarae Lourenço, 1996
- Microcharmus Lourenço, 1995
- Microcharmus maculatus Lourenço, 1996
- Microcharmus madagascariensis Lourenço, 1999
- Microcharmus pauliani (Lourenço, 2004)
- Microcharmus sabineae Lourenço, 1996
- Microcharmus variegatus Lourenço, Goodman & Fisher, 2006
- Microcharmus violaceous Lourenço, Goodman & Fisher, 2006
- Microtityus starri Lourenço & Huber, 1999
- Neobuthus cloudsleythompsoni Lourenço, 2001
- Neobuthus sudanensis Lourenço, 2005
- Neochactas fravalae (Lourenço, 1983)
- Neochactas gaillardi (Lourenço,1983)
- Neochactas kelleri (Lourenço, 1997)
- Neochactas mottai (Lourenço & Araujo, 2004)
- Neochactas sissomi (Lourenço, 1983)
- Neochactas skuki (Lourenço & Pinto-da-Rocha, 2000)
- Neogrosphus blanci Lourenço, 1996
- Neogrosphus Lourenço, 1995
- Neoprotobuthus intermedius Lourenço, 2000
- Neoprotobuthus Lourenço, 2000
- Odontobuthus bidentatus Lourenço & Pezier, 2002
- Opisthacanthus (Monodopisthacanthus) Lourenço, 2001
- Opisthacanthus borboremai Lourenço & Fe, 2003
- Opisthacanthus darainensis Lourenço & Goodman, 2006
- Opisthacanthus lamorali Lourenço, 1981 Zimbabwe
- Opisthacanthus lucienneae Lourenço & Goodman, 2006
- Opisthacanthus maculatus Lourenço & Goodman, 2006
- Opisthacanthus milloti Lourenço & Goodman, 2008
- Opisthacanthus pauliani Lourenço & Goodman, 2008
- Opisthacanthus piceus Lourenço & Goodman, 2006
- Opisthacanthus valerioi Lourenço, 1980 Costa Rica
- Orthochirus blandini (Lourenço & Vachon, 1997)
- Orthochirus danielleae (Lourenço & Vachon, 1997)
- Orthochirus erardi (Lourenço & Vachon, 1997)
- Orthochirus goyffoni (Lourenço & Vachon, 1995)
- Orthochirus kaspareki (Lourenço & Huber, 2000)
- Orthochirus kinzelbachi (Lourenço & Huber, 2000)
- Orthochirus monodi (Lourenço & Vachon, 1997)
- Orthochirus stockwelli (Lourenço & Vachon, 1995)
- Palaeoakentrobuthus knodeli Lourenço & Weitschat, 2000
- Palaeoakentrobuthus Lourenço & Weitschat, 2000
- Palaeoananteris Lourenço & Weitschat, 2001
- Palaeoananteris ribnitiodamgartensis Lourenço & Weitschat, 2001
- Palaeoananteris wunderlichi Lourenço, 2004
- Palaeoburmesebuthus grimaldii Lourenço, 2002
- Palaeoburmesebuthus Lourenço, 2002
- Palaeoeuscorpiidae Lourenço, 2003
- Palaeoeuscorpius gallicus Lourenço, 2003
- Palaeoeuscorpius Lourenço, 2003
- Palaeogrosphus copalensis (Lourenço, 1996)
- Palaeogrosphus Lourenço, 2000
- Palaeoisometrus elegans Lourenço & Weitschat, 2005
- Palaeoisometrus Lourenço & Weitschat, 2005
- Palaeolychas balticus Lourenço & Weitschat, 1996
- Palaeolychas Lourenço & Weitschat, 1996
- Palaeoprotobuthus Lourenço & Weitschat, 2000
- Palaeoprotobuthus pusillus Lourenço & Weitschat, 2000
- Palaeospinobuthus cenozoicus Lourenço, Henderickx & Weitschat, 2005
- Palaeospinobuthus Lourenço, Henderickx & Weitschat, 2005
- Palaeotityobuthus longiaculeus Lourenço & Weitschat, 2000
- Palaeotityobuthus Lourenço & Weitschat, 2000
- Paleocheloctonus Lourenço, 1996
- Palaeocheloctonus pauliani Lourenço, 1996
- Pantobuthus complicatus Lourenço & Duhem, 2009
- Pantobuthus Lourenço & Duhem, 2009
- Protobuthidae Lourenço & Gall, 2004
- Protobuthus elegans Lourenço & Gall, 2004
- Protobuthus Lourenço & Gall, 2004
- Protoischnuridae Carvalho & Lourenço, 2001
- Protoischnurus axelrodorum Carvalho & Lourenço, 2001
- Protoischnurus Carvalho & Lourenço, 2001
- Pseudolissothus Lourenço, 2001
- Pseudolissothus pussilus Lourenço, 2001
- Pseudouroplectes betschi Lourenço, 1995
- Pseudouroplectes Lourenço, 1995
- Pseudouroplectes maculatus Lourenço & Goodman, 2006
- Pseudouroplectes pidgeoni Lourenço & Goodman, 1999
- Rhopalurus amazonicus Lourenço, 1986
- Rhopalurus lacrau Lourenço & Pinto-da-Rocha, 1997
- Rhopalurus piceus Lourenço & Pinto-da-Rocha, 1997
- Sabinebuthus elegans Lourenço, 2001
- Sabinebuthus Lourenço, 2001
- Saharobuthus elegans Lourenço & Duhem, 2009
- Saharobuthus Lourenço & Duhem, 2009
- Scorpiops afghanus Lourenço & Qi, 2006
- Scorpiops atomatus Qi, Zhu & Lourenço, 2005
- Scorpiops langxian Qi, Zhu & Lourenço, 2005
- Scorpiops luridus Qi, Zhu & Lourenço, 2005
- Scorpiops pococki Qi, Zhu & Lourenço, 2005
- Tarsoporosus anchicaya Lourenço & Flórez, 1990
- Teuthraustes guerdouxi Lourenço, 1995
- Teuthraustes lisei Lourenço, 1994
- Tibetiomachus himalayensis Lourenço & Qi, 2006
- Tibetiomachus Lourenço & Qi, 2006
- Tityobuthus antsingy Lourenço & Goodman, 2004
- Tityobuthus betschi Lourenço, Qi & Goodman, 2008
- Tityobuthus chelbergorum Lourenço, Qi & Goodman, 2008
- Tityobuthus darainensis Lourenço & Goodman, 2002
- Tityobuthus dastychi Lourenço, 1997
- Tityobuthus griswoldi Lourenço, 2000
- Tityobuthus guillaumeti Lourenço, 1995
- Tityobuthus ivohibe Lourenço & Goodman, 1999
- Tityobuthus judsoni Lourenço, 1996
- Tityobuthus lucileae Lourenço, 1996
- Tityobuthus manonae Lourenço, 2000
- Tityobuthus mccarteri Lourenço, Qi & Goodman, 2008
- Tityobuthus monodi Lourenço, 2000
- Tityobuthus pallidus Lourenço, 2004
- Tityobuthus parrilloi Lourenço, 1996
- Tityobuthus petrae Lourenço, 1996
- Tityobuthus pococki Lourenço, 1995
- Tityobuthus rakotondravonyi  Lourenço, 2003
- Tityus adisi Lourenço, 2002
- Tityus adrianoi Lourenço, 2003
- Tityus anneae Lourenço, 1997
- Tityus antioquensis Lourenço& Otero Patiño, 1998
- Tityus apiacas Lourenço, 2002
- Tityus bahiensis eickstedtae Lourenço, 1982
- Tityus bastosi Lourenço, 1984
- Tityus betschi Lourenço, 1992
- Tityus blanci Lourenço, 1994
- Tityus brazilae Lourenço & Eickstedt, 1984
- Tityus canopensis Lourenço, 2002
- Tityus cerroazul Lourenço, 1986
- Tityus chilensis Lourenço, 2005
- Tityus confluens bodoquena Lourenço, Cabral & Bruehmueller Ramos, 2004
- Tityus cuellari Lourenço, 1994
- Tityus demangei Lourenço, 1981
- Tityus dinizi Lourenço, 1997
- Tityus elizabethae Lourenço & Ramos, 2004
- Tityus erikae Lourenço, 1999
- Tityus exstinctus Lourenço, 1995
- Tityus florezi Lourenço, 2000
- Tityus gaffini Lourenço, 2000
- Tityus gasci Lourenço, 1982
- Tityus jeanvellardi Lourenço, 2001
- Tityus julianae Lourenço, 2005
- Tityus jussarae Lourenço, 1988
- Tityus kuryi Lourenço, 1997
- Tityus lokiae Lourenço, 2005
- Tityus marajoensis Lourenço & da Silva, 2007
- Tityus maranhensis Lourenço, de Jesus Junior & Limeira-de-Oliveira, 2006
- Tityus martinpaechi Lourenço, 2001
- Tityus matthieseni Lourenço & Pinto-da-Rocha, 2000
- Tityus melici Lourenço, 2003
- Tityus mongei Lourenço, 1996
- Tityus munozi Lourenço, 1997
- Tityus neblina Lourenço, 2008
- Tityus nelsoni Lourenço, 2005
- Tityus oteroi Lourenço, 1998
- Tityus paulistorum Lourenço & Qi, 2006
- Tityus pintodarochai Lourenço, 2005
- Tityus potameis Lourenço & Leão Giupponi, 2004
- Tityus prancei Lourenço, 2000
- Tityus raquelae Lourenço, 1988
- Tityus rebieri Lourenço, 1997
- Tityus rionegrensis Lourenço, 2006
- Tityus roigi Maury & Lourenço, 1987
- Tityus sabinae Lourenço, 1994
- Tityus sastrei Lourenço & Flórez, 1990
- Tityus sylviae Lourenço, 2005
- Tityus tayrona Lourenço, 1991
- Tityus tucurui Lourenço, 1988
- Tityus unus Lourenço & Pinto-da-Rocha, 2000
- Tityus vaissadei Lourenço, 2002
- Troglokhammouanus Lourenço, 2007
- Troglokhammouanus steineri Lourenço, 2007
- Troglorhopalurus Lourenço, Baptista & Giupponi, 2004
- Troglorhopalurus translucidus Lourenço, Baptista & Giupponi, 2004
- Troglotayosicidae Lourenço, 1998
- Troglotayosicus Lourenço, 1981
- Troglotayosicus vachoni Lourenço, 1981
- Troglotityobuthus Lourenço, 2000
- Uroplectes machadoi Lourenço, 2000
- Uroplectoides abyssinicus Lourenço, 1998
- Uroplectoides Lourenço, 1998
- Vachoniochactas ashleeae Lourenço, 1994